# Alba: Una aventura mediterránea
Alba: Una aventura mediterránea es un videojuego de aventura de mundo abierto desarrollado por Ustwo Games. El videojuego se centra en la exploración de la isla y la conservación de la vida salvaje. El juego salió el 11 de diciembre de 2020 para iOS, macOS a través de Apple Arcade exclusivamente y Microsoft Windows, y para Nintendo Switch, PlayStation 4, PlayStation 5, Xbox One y Xbox Series X/S el 9 de julio de 2021.

## Sinopsis
El juego tiene lugar en Secarral, una isla ficticia situada en la zona de la Comunidad Valenciana, España. La protagonista es una niña llamada Alba Singh, que vuela desde Gran Bretaña para visitar a sus abuelos durante una semana de vacaciones. Después de ayudar a rescatar a un delfín varado, Alba y su amiga Inés forman una liga de rescate de vida silvestre. Al día siguiente el alcalde anuncia que la zona local de naturaleza, que había sufrido un incendio, se convertirá en un hotel de lujo. Ante esta situación, las niñas deciden recolectar firmas para frenar la construcción del hotel. También ayudan con múltiples limpiezas de zonas naturales y realizan tareas de rescate de animales salvajes, todo esto mientras fotografían y catalogan la fauna y flora local para crear consciencia en el pueblo. Uno de sus grandes objetivos es descubrir a un escurridizo lince ibérico.

## Recepción
El juego recibió buenas críticas, siendo elogiando principalmente por su mundo abierto y estilo visual. En Metacritic, tiene un puntaje promedio ponderado de 79 sobre 100 basado en 12 reseñas críticas.
Christian Donlan de Eurogamer elogió el realismo presente en los entornos del juego, escribiendo: «Cuando encuentras animales aleteando en aceite o atrapados en las trampas, es imposible no saltar y ayudarlos de inmediato». Donian calificó al entorno isleño de Pinar del Mar como «la isla de vacaciones española de los sueños de todos».
Marcus Steward de Game Informer alabó la mecánica de fotografía de Alba y afirmó que a pesar de que las misiones son sencillas y podrían ser consideradas repetitivas Alba logra que estas y explorar el mundo sea algo más «relajante que aburrido». Steward criticó la falta de variedad entre los animales.
El juego ganó el Apple Design Awards en 2021 en la categoría de impacto social.